# Manhattan (coquetel)
Manhattan é um coquetel feito com uísque, vermute doce e bitters. Embora a receita tradicional use uísque de centeio, também são comumente usados os uísque canadense, bourbon, blended whisky ou Tennessee whiskey. Normalmente, o coquetel é mexido com gelo e servido coado em uma taça sem gelo, e decorado com uma cereja marrasquino. Também pode ser servido on the rocks (com gelo) em um copo de uísque.
O Manhattan é listado como um dos um dos seis drinques básicos no livro clássico de David A. Embury "The Fine Art of Mixing Drinks", de 1948.